# Радиатор-Спрингс
Радиатор-Спрингс (англ. Radiator Springs) — вымышленный небольшой городок в Аризоне и место действия франшизы «Тачки». Состоит из нескольких реальных мест в историческом США. Находящийся на 66-м шоссе из Чикаго в Лос-Анджелес, он наиболее известен в мультфильме и является домом для большинства персонажей франшизы. Cars Land, часть Disney California Adventure в Диснейленде, основан на месте действия.

## История создания
Перед созданием фильма Pixar отправила группу из пятнадцати художников с историком 66-го шоссе, озвучившего Шерифа, Майкла Уоллиса в качестве гида, чтобы сделать фотографии, поговорить с жителями 66-го шоссе и узнать историю крошечных городков, расположенных вдоль более чем 1200 миль (1 900 км) дороги через пять штатов. В одном ресторане Джон Лассетер заказал по одному из каждого пункта в меню для группы Pixar и провёл четыре часа, разговаривая с владельцем, впитывая информацию об усилиях по восстановлению исторической дороги до её неоновой расцветки.
Большая часть истории основана на воспоминаниях парикмахера Анхеля Дельгадильо в городе Селигман на 66-м шоссе, штат Аризона, где бизнес упал после открытия I-40.
Многие персонажи и места в фильме вдохновлены реальными местами и людьми на шоссе 66.

## Окрестности, архитектура города и его жители
В мультфильме «Тачки» город Радиатор-Спрингс показан на карте на северо-западе Аризоны, в вымышленном Карбюраторном округе.
Магазин боди-арта Рамона в фильме вдохновлен U-Drop Inn, отреставрированной автозаправочной станцией и ресторанным комплексом в стиле ар-деко в Шемроке, штат Техас. U-Drop Inn теперь служит офисом туризма и торговой палаты.
Кафе Flo V8 спроектировано так, чтобы выглядеть как головка двигателя V8, с круглым воздушным фильтром, крышками шашки, свечами зажигания, поршнями и шатунами в качестве опор для крыши. Мигающие неоновые огни на свечах зажигания мигают в порядке работы поршней Fordflathead V8.
Дом Филлмора с геодезическим куполом в фильме очень похож на купол Метеоритного города в Аризоне, который реставрируют его новые владельцы. Уолдмайр — художник шоссе 66, который «неофициально» послужил прототипом Филлмора — связан с Метеоритным городом: много лет назад он нарисовал там огромную фреску с изображением шоссе 66, но её больше не существует. Уолдмайр вел образ жизни хиппи, разъезжая вверх и вниз по шоссе 66 на своем микроавтобусе VW (с солнечной панелью для дополнительного питания) и продавая свои замысловатые произведения искусства. Уолдмайр умер от рака 16 декабря 2009 года. Его микроавтобус выставлен в Зале славы и музее шоссе 66 штата Иллинойс в Понтиаке.
Салли Порше  владеет Cozy Cone Motel — недавно отремонтированным туристическим кортом, но каждый отдельный номер мотеля построен как негабаритный дорожный конус. Её история вдохновлена Доной Уэлч, владелицей исторического рок-кафе в Страуде, штат Оклахома. Ресторан Уэлч является одним из самых известных на дороге. Мотель «Уютный конус Салли» в фильме представляет собой смесь исторического мотеля Blue Swallow в Тукумкари, штат Нью-Мексико, и мотелей Wigwam в форме вигвама, один из которых находится в Холбруке, штат Аризона, а другой — в Сан-Бернардино, штат Калифорния. Все эти мотели восстановлены. Кроме того, название мотеля «Уютный конус» (англ. Cosy Cone), вероятно, является отсылкой к ресторану Cozy Dog Drive-In на шоссе 66 в Спрингфилде, штат Иллинойс.
Мэтр — эвакуатор, обитает на местной свалке старых машин и запчастей.
Док Хадсон, автомобиль Hudson Hornet 1951 года выпуска —  местный врач, судья, бывший гонщик, тренер и наставник. Он руководил медицинским кабинетом в качестве «врача внутреннего сгорания».
Луиджи, жизнерадостный и добродушный Fiat 500 1959 года выпуска, управляет шиномонтажной мастерской Luigi’s Casa Della Tires. Вместе с ним работает его помощник Гвидо, маленький итальянский погрузчик.
Магазином Sarge’s Surplus Hut управляет Сержант — ветеран патриотического движения, армейский джип Willys 1942 года выпуска. В свободное время он тщательно ухаживает за лужайкой перед своим гаражом Quonset.
Гора в форме крышки радиатора с видом на Радиатор-Спрингс вдохновлена горой Тукумкари в Тукумкари. Гора является доминантой этого региона на многие мили вокруг. Каждый год местные старшеклассники перерисовывают инициал города на склоне горы.
Горный массив Кадиллак, окружающий Радиатор-Спрингс, происходит от скалистых Чёрных гор западной Аризоны и знаменитой скульптуры «Ранчо Кадиллак» в Амарилло, штат Техас.
Магазин сувениров Лиззи в Радиатор-Спрингс напоминает сумасшедшую мешанину памятных вещей и безделушек на шоссе 66 в универсальном магазине Hackberry в Хакберри, штат Аризона, и в магазине сувениров Sandhills, также известном как здание городского мясного рынка, в Эрике, штат Оклахома.
Вывеска возле магазина Лиззи вдохновлена исторической вывеской «Вот оно!» рекламный щит возле торгового поста Jackrabbit в Джекрэббите, штат Аризона.
Пизанская башня из шин в магазине Casa Della, вдохновлена Пизанской башней в Италии или ее уменьшенной копией в Найлсе, штат Иллинойс, или падающей водонапорной башня у Грума, штат Техас.
Когда Салли и Молния МакКуин едут в деревню по старому шоссе 66, лесная дорога напоминает шоссе, вьющееся через национальный лес Кайбаб к западу от Флагстаффа, штат Аризона, и извилистую, поворачивающую дорогу, ведущую в Оатман, штат Аризона.
Одно из закрытых предприятий, замеченных в Радиатор-Спрингс, носит название «Гленрио». Это относится к городу-призраку Гленрио на старом шоссе 66 на границе Техаса и Нью-Мексико у выезда 0 на межштатной автомагистрали 40. Одно из предприятий Радиатор-Спрингс почти идентично давно закрытому ресторану Little Juarez в Гленрио.
Среди заброшенных предприятий в Радиатор-Спрингс есть закрытое здание «Будвилль». Это относится к давно закрытому торговому посту Бадвилля, к западу от Альбукерке.

## История города
Радиатор-Спрингс основал Стэнли: памятник ему установлен возле пожарной части. В прошлом оживлённый городок, обслуживающий поток проезжавших через него автомобилей. Строительство системы автомагистралей между штатами (что является отсылкой к Федеральному закону о шоссейных дорогах 1956 года, подписанному президентом Эйзенхауэром) в конечном итоге привело к тому, что Шоссе 66 устарело. На момент первого появления Молнии МакКуин город представлял собой забытый и умирающий городок, в который машины попадали лишь случайно заблудившись: строительство современной прямой автострады вдали от городка лишило необходимости автомобилям заезжать туда. Восстановив дорогу и основав гоночную штаб-квартиру МакКуин вдохнул вторую жизнь в город, тем самым обеспечив приток туристов и создав деловую активность.
В городе происходит действие первого мультфильма, завязка событий второго, отдельные сцены в третьем, а так же события некоторых короткометражных мультфильмов («Мэтр и Призрачный Свет») и сериалов «Байки Мэтра» и «Мультачки: Байки из Радиатор-Спрингс».